# Lenore (poema)
"Lenore" es un poema del célebre escritor estadounidense Edgar Allan Poe. Empezó como un poema diferente, A Paean, tuvo varias revisiones y no fue publicado como "Lenore" hasta el año 1843.

## Interpretación
El poema trata acerca del comportamiento apropiado en la víspera de la muerte de una joven mujer, descrita como "la reina muerta que murió tan joven" ("the queenliest dead that ever died so young"). El poema concluye: "No voy a soltar un lamento, sino ver flotar al ángel en su vuelo con un elogio de los viejos tiempos!" ("No dirge shall I upraise,/ but waft the angel on her flight with a paean of old days!").
El novio de Lenore, Guy de Vere, encuentra inapropiado el llorar por la muerte de Lenore, considerando que se debe celebrar su ascenso a un nuevo mundo. A diferencia de la mayoría de los poemas de Poe sobre mujeres muertas, éste implica la posibilidad de un encuentro en el paraíso.
El poema pudo haber sido la manera en que Poe lidió con la enfermedad de su esposa Virginia. Sin embargo, el nombre de la mujer muerta, pudo ser una referencia al hermano recientemente fallecido de Poe, William Henry Leonard Poe, aunque Poe ya había utilizado el nombre Lenore en otro poema, "Al Aaraaf." Poéticamente, el nombre Lenore enfatiza el sonido de la letra "L", un dispositivo frecuente en los personajes femeninos de Poe, incluyendo a "Annabel Lee", "Eulalie" y "Ulalume".

## Tema principal
- Muerte de una hermosa mujer (Véase también: "Annabel Lee", "Eulalie", "El cuervo", "Ulalume". En los relatos cortos de Poe, véase: "Berenice", "Eleonora", "Morella").

## Publicación
El poema fue publicado por primera vez como parte de una temprana colección en 1831, bajo el título de "A Paean". Esta primera versión sólo contaba con 11 cuartetas y las líneas eran dichas por un esposo desconsolado.
El nombre "Lenore" no estaba incluido, el cual no fue agregado hasta que el poema fue publicado como "Lenore" en febrero de 1843 en Pioneer, una publicación periódica del poeta y crítico James Russel Lowell. Poe recibió $10 dólares por su publicación. El poema tuvo varias revisiones durante la vida de Poe. Su versión final fue publicada en el diario Broadway Journal, el 6 de agosto de 1845, mientras Poe era su editor.
La versión original del poema es tan diferente a "Lenore" que es usualmente considerada como un poema totalmente distinto. Ambos son colocados en antologías.

## Lenore en otras obras
- Un personaje llamado Lenore, que es una esposa muerta, es figura central en el poema "El cuervo" (1845) de Poe.
- Roman Dirge hizo un cómic inspirado en el poema, involucra las cómicas desventuras de Lenore, the Cute Little Dead Girl.
- "My Lost Lenore" es una canción de la banda de metal gótico Tristania, inspirada en la obra de Poe, y se incluye en su álbum Widow's Weed.
- "Abraham Lincoln Cazador de Vampiros" la novela de Seth Graham-Smith habla de Edgar Allan Poe y su encuentro con Guy de Vere, un vampiro que podría haber inspirado éste poema.
- Gaspar le pregunta a Juan, sú padre, por una frase del poema Lenore "los muertos viajan deprisa". Mariana Enríquez en sú novela Nuestra Parte de la noche.
- Personaje ficticio en la serie Castlevania en Netflix. adaptada de los videojuegos Castelvania. Aunque el personaje Lenore es exclusivo de la serie, una joven vampiro.
- En Drácula de Bram Stoker el compañero de viaje de Jonathan Harker utiliza una frase de Lenore "los muertos viajan deprisa".
- MattelCreations lanzará una muñeca inspirada en el poema llamada "Lenore Loomington" en marzo del 2024
- En la película de ficción "Los crímenes de la academia", Edgar Alan Poe ayuda al inspector Landor a encontrar al autor de varias muertes en la Academia Militar de West Point. Durante la investigación conoce a una preciosa mujer, de nombre Lenore, de la que se enamora y a la que dedica su famoso poema. La película está basada en el libro homónimo de Louis Bayard.